# Letnin
Letnin (deutsch Lettnin) ist ein Dorf in der Woiwodschaft Westpommern in Polen. Es gehört zur Gmina Pyrzyce (Gemeinde Pyritz) im Powiat Pyrzycki (Pyritzer Kreis).

## Geographische Lage
Das Dorf liegt im Weizacker in Hinterpommern, etwa 45 Kilometer südöstlich von Stettin und etwa 7 Kilometer südöstlich der Kreisstadt Pyritz.

## Geschichte
Aus vorgeschichtlicher Zeit stammten die Großsteingräber bei Lettnin, mindestens zehn megalithische Grabanlagen der jungsteinzeitlichen Trichterbecherkultur. Sie wurden im 19. Jahrhundert zerstört.
Das Dorf wurde urkundlich erstmals im Jahre 1276 erwähnt. Damals war es im Besitz des Camminer Domstifts.
In Ludwig Wilhelm Brüggemanns Ausführlicher Beschreibung des gegenwärtigen Zustandes des Königlich-Preußischen Herzogtums Vor- und Hinterpommern (1784) ist Lettnin als Besitz des Vizedominus des Camminer Domkapitels unter den adeligen Gütern des Pyritzschen Kreises aufgeführt. Damals lag das Dorf „auf der Landstraße zwischen Pyritz und Bernstein“. Es gab hier zwei Wassermühlen auf der Feldmark, einen Freischulzenhof, vierundzwanzig Bauern, sechs Kossäten, einen Krug, eine Schmiede und einen Schulmeister, insgesamt 65 Haushaltungen („Feuerstellen“). Die Kirche war eine Filialkirche der Mutterkirche in Brietzig.
Vor 1945 bildete Lettnin eine Landgemeinde im Kreis Pyritz der preußischen Provinz Pommern. Zur Landgemeinde gehörte neben Lettnin der Wohnplatz Untermühle. Zum 1. April 1938 wurde die benachbarte Landgemeinde Megow eingemeindet. Die Gemeinde zählte im Jahre 1910 428 Einwohner, im Jahre 1925 464 Einwohner in 111 Haushaltungen, und im Jahre 1939 – mit dem eingemeindeten Megow – 735 Einwohner.
Nach dem Zweiten Weltkrieg kam Lettnin, wie ganz Hinterpommern, an Polen. Die Bevölkerung wurde durch Polen ersetzt und der Ortsname zu „Letnin“ polonisiert.

## Dorfkirche
Die Kirche ist ein im 13. Jahrhundert errichteter Granitquaderbau. Zum Inventar gehörten ein Altar aus der Zeit um 1600 und eine geschnitzte Kanzel im Barockstil. 1945 wurde die Dorfkirche durch die Rote Armee als Pferdestall genutzt und dabei die Einrichtung vollständig zerstört.